# Derby d'Haïfa
Le derby d'Haïfa est un derby en Israël opposant les équipes de football du Maccabi Haïfa et de l'Hapoël Haïfa. Il y a longtemps c'était également un derby politique, entre le Maccabi Haïfa Football Club qui était associé au Parti travailliste israélien et l'Hapoël Haïfa qui était connu pour ses fans de classe moyenne. Cette rivalité politique a depuis presque complètement disparu.

## Résultats en championnat

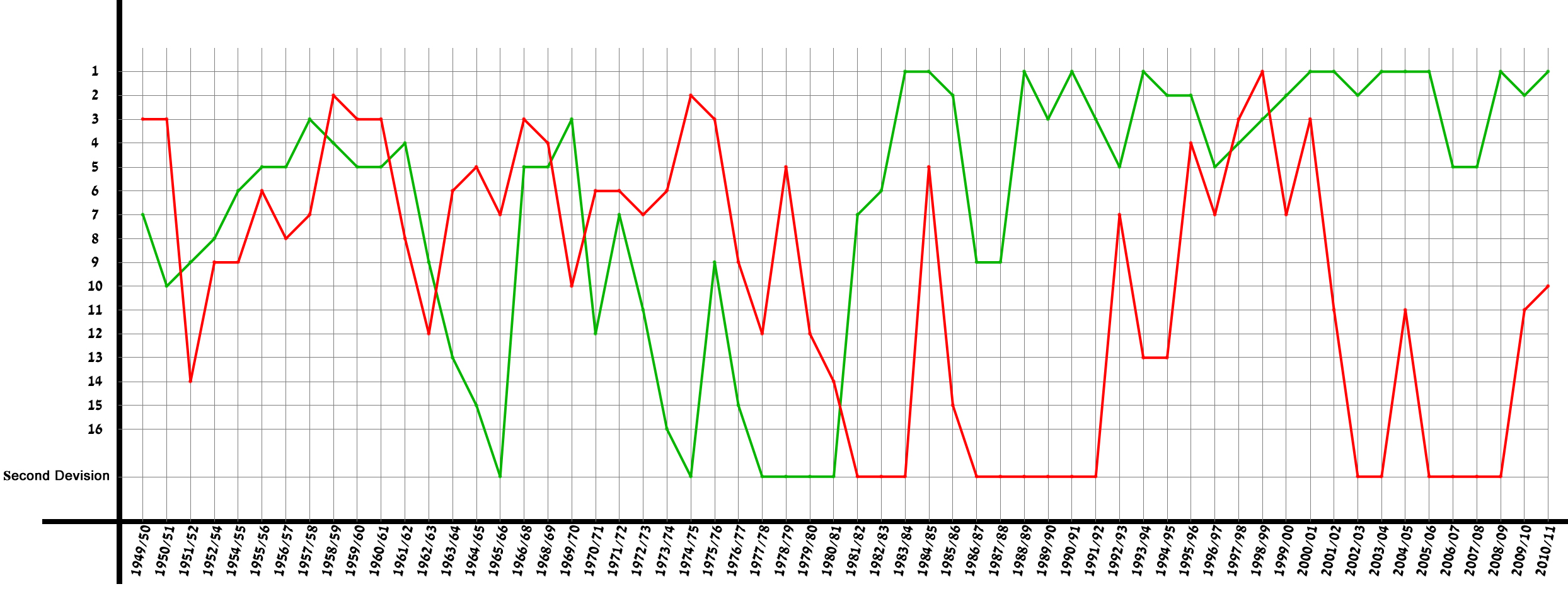
Maccabi Haïfa (ligne verte) et Hapoël Haïfa (ligne rouge) dans le Championnat d'Israël au fil des années.

## Tous les résultats
|  | Victoire du Maccabi  |
|  | Victoire de l'Hapoël |
|  | Égalité              |

N.B. : Toto Cup = Coupe Toto, Premier League = Championnat d'Israël, State Cup = Coupe d'Israël